# Barsoum cherche un emploi
Pour plus de détails, voir Fiche technique et Distribution.
Barsoum cherche un emploi (arabe : برسوم يبحث عن وظيفة) est un court métrage égyptien réalisé par Mohamed Baioumy (ar) et sorti en 1923.
Il s'agit du premier film égyptien conservé,.

## Synopsis
Le pauvre cheikh Metwalli lit un journal pour ne pas penser à sa faim. Le journal lui est offert gratuitement, il le prend dans les poubelles des autres. Mais la faim continue de le tenailler. Pendant ce temps, un garçon des rues se glisse auprès d'un sans-abri endormi dans une arrière-cour et lui vole son dernier pain. Le voleur ne va pas loin. Alors qu'il s'apprête à quitter les lieux, il est aperçu par Cheikh Metwalli, qui l'agresse, le bat et lui vole son pain.
Lorsque Barsoum, le sans-abri copte, se réveille sous son tas de paille, il commence sa journée par une prière à la Vierge Marie et à Jésus-Christ, dont les images sont accrochées sur le mur de l'arrière-cour, à côté d'un drapeau de la révolution égyptienne. Ensuite, il se met en tête manger quelque chose, mais le pain a disparu.
Le Cheikh Metwalli s'est installé au bord de la route et consomme son butin, puis il rentre chez lui. Là, il découvre dans un journal une annonce proposant un travail. Il court rapidement vers Barsoum, qui porte un costume européen et un fez, mais pas même de chemise sous sa veste. Metwalli informe Barsoum de l'offre d'emploi. Barsum se précipite vers l'employeur, tandis que Cheikh Metwalli s'accroche à l'arrière d'une calèche.
Tous deux, Barsum et Metwalli, sont emmenés par erreur dans une voiture avec chauffeur par un banquier qui attend un invité de marque, pour un repas dans sa somptueuse villa. À table, ils se régalent, mais se trahissent au bout d'un moment par leurs façons de manger originales. Le banquier indigné les met à la porte et le duo d'imposteurs se cherche un endroit tranquille au bord de la route pour cuver son vin.
Les deux hommes allongés sur le bord de la route, ivres, sont découverts par un policier. Il les réveille sans ménagement et les emmène au poste de police.

## Fiche technique
- Titre français : Barsoum cherche un emploi[1]
- Titre original : برسوم يبحث عن وظيفة, Barsūm yabḥaṯu ʿan waẓīfa[3]
- Réalisation : Mohamed Baioumy (ar)
- Scénario : Mohamed Baioumy
- Photographie : Mohamed Baioumy
- Montage : Mohamed Baioumy
- Production : Mohamed Baioumy
- Pays de production :  Égypte
- Langue originale : égyptien
- Format : Noir et blanc - film muet
- Genre : comédie
- Durée : 15 minutes
- Dates de sortie : 
  - Égypte : décembre 1923

## Distribution
- Abdel Hamid Zaki : Barsoum
- Bishara Wakim (ar) : le cheikh Metwalli
- Victor Cohen : le banquier
- Mohamed Youssef
- Hassan Fardous
- Mustafa el Sayed